# Fatih Keleş (cyclisme)
Pour le boxeur turc, voir Fatih Keleş.
 Fatih Keleş (né le 31 mars 1993 à Konya) est un coureur cycliste turc.

## Palmarès
- 2009
  - 3e du championnat de Turquie sur route cadets
  -  Médaillé de bronze du championnat des Balkans sur route cadets
- 2010
  - 3e étape du Tour de Mevlana juniors
  - 2e du Tour de Mevlana juniors
- 2011
  - 3e du Tour du Mazandéran
- 2015
  -  Champion de Turquie sur route espoirs
  - 2e du Tour d'Ankara
  - 3e du championnat de Turquie sur route
- 2016
  - 4e étape du Tour d'Ankara

## Classements mondiaux
| Année           | 2014   |
| --------------- | ------ |
| UCI Asia Tour   | 262e   |
| UCI Europe Tour | 1 119e |